# VEU Feldkirch
Le VEU Feldkirch est un club de hockey sur glace d'Autriche.
Le club est basé dans la ville de Feldkirch et évolue dans la Nationalliga, la deuxième division autrichienne.

## Historique

Ancien logo de l'équipe.

Le premier club portant le nom de la ville de Feldkirch a fait ses débuts en 1927 sous le nom d'EHC Feldkirch. En 1970, le club change de nom et prend le nom de VEU Feldkirch.
La grande époque de l'équipe a lieu à partir des années 1980 et années 1990 avec le titre de champion d'Autriche en 1981-1982, 1982-1983, 1983-1984, 1989-1990, 1993-1994, 1994-1995, 1995-1996, 1996-1997 et 1997-1998.
L'équipe remporte également l'Alpenliga en 1995-1996, 1996-1997, 1997-1998 et 1998-1999.
Le VEU Feldkirch est champion d’Europe en 1997-1998 en battant en finale les russes du HK Dinamo Moscou sur le score de 5-3.

## Effectif vainqueur de l'EHL 1998
| Vainqueur de la Ligue européenne 1997-1998 | Gardiens de but : Bruno Campese, Reinhard Divis Défenseurs: Patrik Aronsson, Jesper Duus, Konrad Dorn, Michael Lampert, Dominic Lavoie, Per Lundell, Bernd Schmidle, Tom Searle, Wolfgang Strauss Attaquants : Mika Asikainen, Fritz Ganster, Daniel Gauthier, Bengt-Åke Gustafsson, Glenn Mulvenna, Rick Nasheim, Gerhard Puschnik, Thomas Rundqvist, Thomas Sticha, Tomaž Vnuk, Simon Wheeldon, Nik Zupančič Entraîneur en chef : Ralph Krueger |

En 2007, le club remporte la Nationalliga le championnat d'Autriche de seconde division.

## Palmarès
Championnat d'Autriche D1
- Vainqueur : 1982, 1983, 1984, 1990, 1994, 1995, 1996, 1997 et 1998.

Championnat d'Autriche D2
- Vainqueur : 2007.

Ligue européenne
- Vainqueur : 1998.

Alpenliga
- Vainqueur :  1996, 1997, 1998 et 1999.